# Andrea Garcia Santesmases
Andrea Garcia Santesmases (Madrid, 1988) és una sociòloga espanyola. Llicenciada en Sociologia i en Antropologia Social i Cultural. És Doctora en Sociologia per la Universitat de Barcelona i la seva tesi doctoral va obtenir el Premi Extraordinari de Doctorat al 2018. Actualment és professora al Departament de Treball Social de la UNED i professora associada en el Máster Oficial en Sexologia de la UCJC. Compta amb una reconeguda experiència com a investigadora, docent i activista en els encreuaments entre els Estudis de Gènere i els Estudis de la Discapacitat, tenint el cos i la sexualitat com a línies d’especial interès. Ha participat en diferents investigacions nacionals i internacionals que han derivat en nombroses publicacions científiques. El 2023 ha publicat El Cuerpo Deseado: la conversación pendiente entre feminismo y anticapacitismo (Kaótica, 2023).